# Jakub Arbes

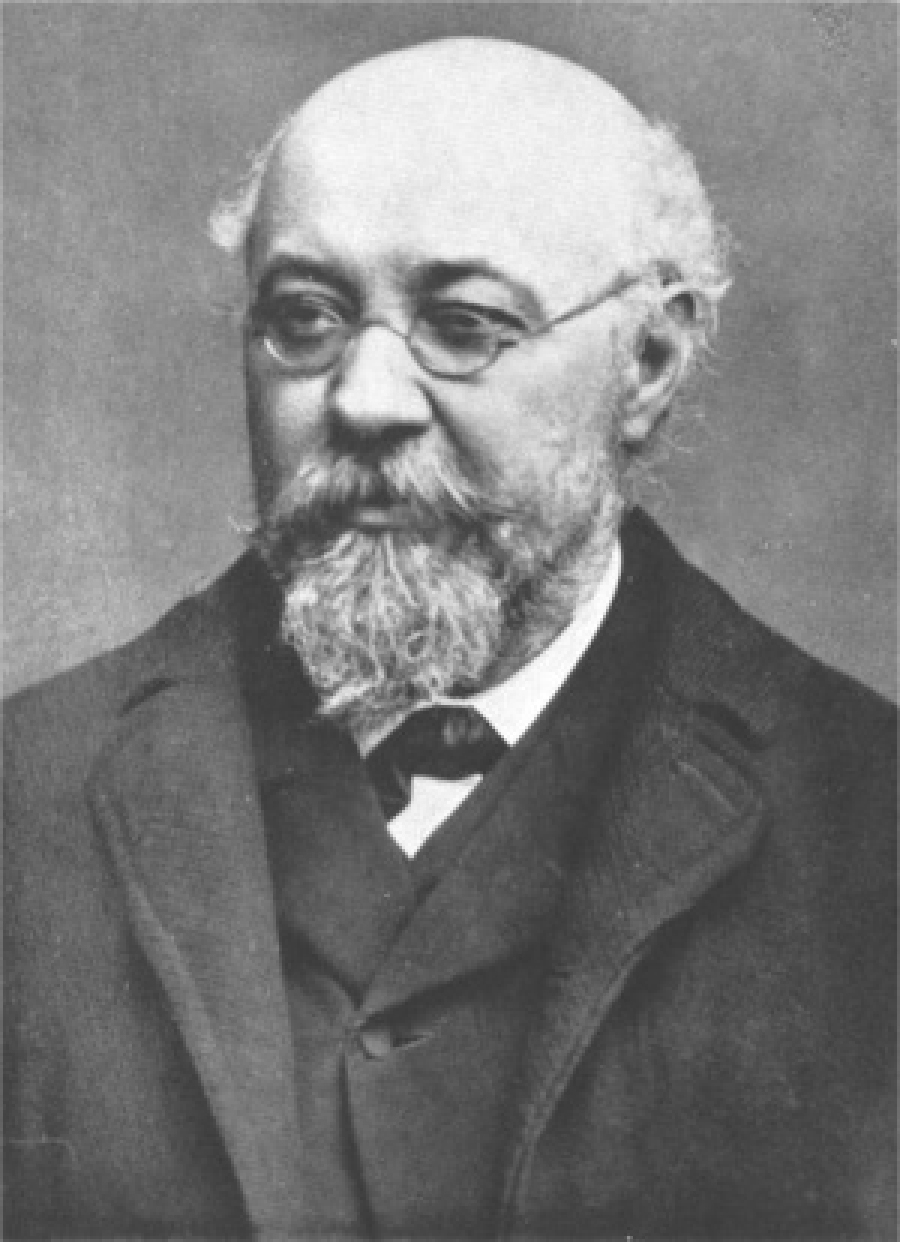
Jakub Arbes 1884

Jakub Arbes (* 12. Juni 1840 in Prag; † 8. April 1914 ebenda) war ein tschechischer Schriftsteller und Journalist.

## Leben

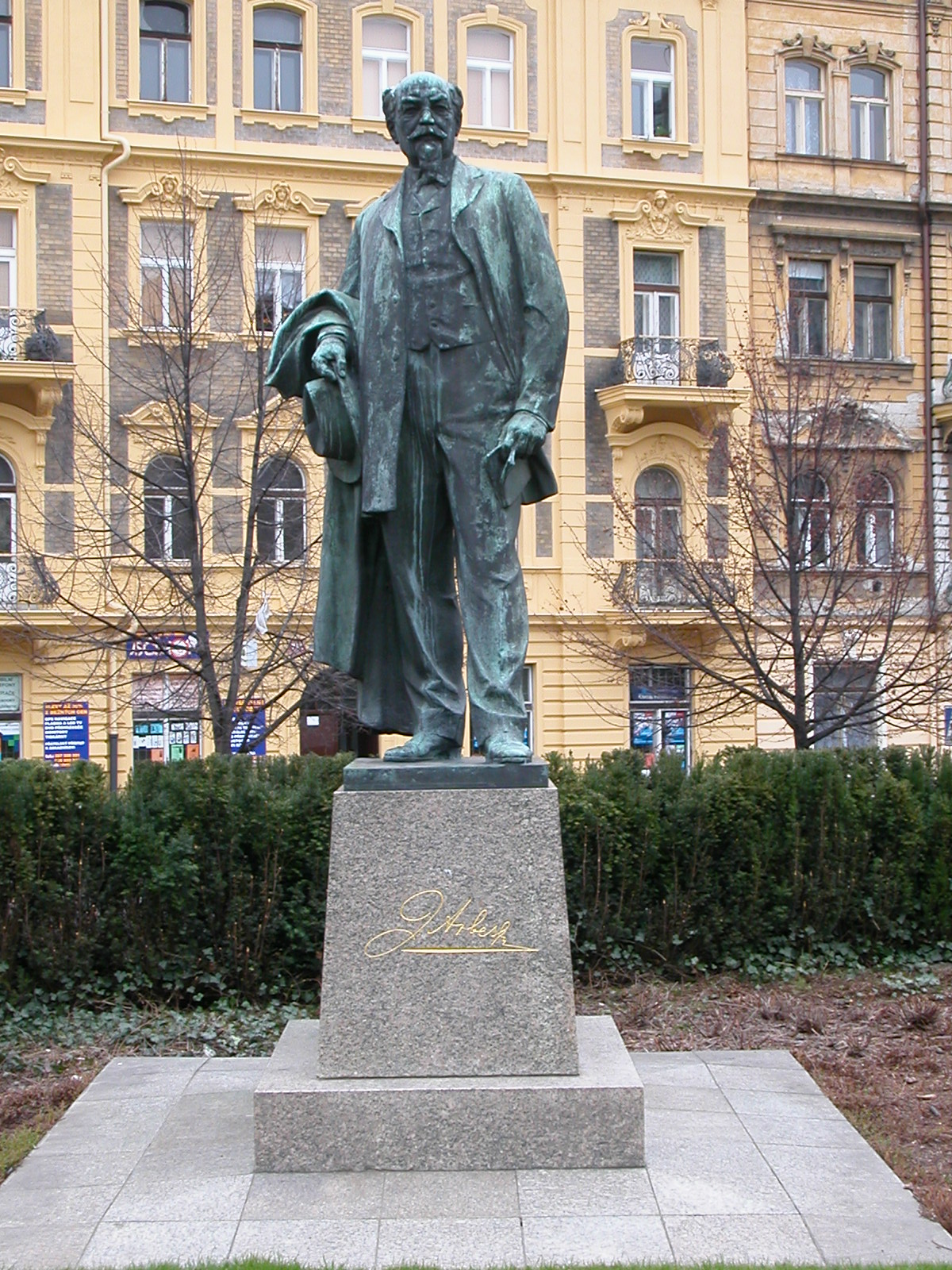
Statue am Arbesovo náměstí (Arbesplatz) im Stadtteil Smíchov

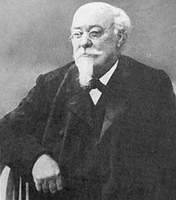
Arbes im reifen Alter

Arbes stammte aus dem Prager Stadtteil Smíchov und besuchte gemeinsam mit dem späteren Schriftsteller Julius Zeyer die Realschule. Der Erzähler Jan Neruda war sein Tschechischlehrer. Danach begann er ein Technikstudium.
Arbes arbeitete als Journalist und war 1868–1873 Chefredakteur der Národní listy. Wegen seiner Artikel wurde er zu 15 Monaten Gefängnis verurteilt, die er 1873–1874 in Česká Lípa verbüßte. In den Jahren 1876 bis 1879 war Arbes Dramaturg am Prager Theater Prozatímní divadlo. Von 1880 bis 1881 gab er gemeinsam mit Mikoláš Aleš die satirische Zeitschrift Šotek (Kobold) heraus. Weiters war Arbes Redakteur der Zeitschriften Hlas (Die Stimme) und Politik. Er wurde auf dem Friedhof Malvazinky in Prag beigesetzt.

## Werke
Arbes verehrte Jan Neruda, dessen Vorbild er fortentwickelte. Die Quellen seines literarischen Schaffens sind zum einen seine Vorliebe für die phantastische Literatur und Schauergeschichten, zum anderen sein Interesse für Technik und Naturwissenschaft, und als drittes seine radikal-sozialistische Einstellung.
Daraus entstand ein eigenes literarisches Genre, dem Arbes selbst den Namen Romanetto gab, und das von anderen nachgeahmt wurde. Es ist eine für die tschechische Literatur typische Gattung, die zwischen Erzählung und Roman steht und kaleidoskopischen Charakter hat. Alle Romanettos Arbes’ spielen in Prag, oft in einer gespenstischen Szenerie, die rational und durch menschlichen Intellekt entschlüsselt wird. Es finden sich philosophische Fragestellungen, radikale Gesellschaftskritik und Motive einer vorweggenommenen Science Fiction.
Arbes sieht in seinen Werken den Menschen in eine gefährliche, geheimnisvolle Welt gestellt, die dieser durch seinen Verstand enträtselt. Erst in seinen späteren Romanen wird die Sicht des Autors pessimistischer, er spürt der Illusion einer Veränderbarkeit der Welt nach und stellt das Scheitern individueller Auflehnung dar. Dabei kommen die Probleme des Kapitalismus und der Industrialisierung in den böhmischen Ländern zur Darstellung.
In seinen Essays äußerte sich Arbes wiederholt antideutsch. Im Band 13 seiner Gesamtausgabe (Melantrich Verlag, Praha 1946) sind Aufsätze versammelt, aus denen die Unversöhnlichkeit der beiden Sprachgruppen für Arbes hervorgeht.

### Romanettos
- Der Teufel auf der Folterbank (Ďábel na skřipci), 1866
- Der grauäugige Dämon (Sivooký démon), 1873
- Der heilige Xaverius (Svatý Xaverius), 1873
- Die wundertätige Madonna (Zázračná madona), 1875
- Die Gekreuzigte (Ukřižovaná), 1876
- Newtons Hirn (Newtonův mozek), 1877 (dt. Fassung enthalten in Schatten der Nacht. Hundert Jahre tschechischer Prosa, 1962; und in Zeitschleifen. Tschechische phantastische Erzählungen, 1981)
- Akrobaten (Akrobati), 1878
- Die äthiopische Lilie (Etiopská lilie), 1879
- Der wahnsinnige Hiob (Šílený Job), 1879
- Die letzten Tage der Menschheit (Poslední dnové lidstva), 1895

### Romane
- Kandidaten der Existenz (Kandidáti existence), 1878
- Moderne Vampire (Moderní upíři), 1879
- Färberlehrlinge (Štrajchpudlíci), 1883
- Der Messias (Mesiáš), 1883
- Der Friedensengel (Anděl míru), 1890

Publizistik
- Rätselhafter Charakter (Záhadné povahy), 1909
- Ein tschechischer Paganini (Český Paganini), 1884
- Aus der Seelenwerkstatt des Dichters (Z duševní dílny básníků), 1915
- Die Deutschen in Böhmen. Historisch-politische Abhandlungen. Aus dem Material zur Germanisierung in Böhmen (Němci v Čechách. Historicko-politické rozpravy. Z materiálu k dějinám germanisace v Čechách), 1946